# Power optimizer
En power optimizer er en tilgang til decentralisering af MPPT og er en slags DC-til-DC version af mikrovekselretteren – alt undtagen vekselretter-delen.
Effektoptimeringen har alle fordelene ved mikrovekselretteren; maximum power point tracking-ydelse, modulisolation, overvågning osv., men er endnu mindre og simplere end mikrovekselretteren. Power optimizerne forbindes til den centrale vekselretter som sædvanlig.
Denne tilgang minimerer den distribuerede udgift og giver teoretisk en billigere anskaffelsesudgift af anlægget. Men, de lange højspændings DC-ledninger som forbindes til vekselretteren er der stadig, samt behovet for at gruppere panelerne i acceptable grupper for at få de ønskede spændingsniveauer. SolarEdge er førende i power optimizer tilgangen; i 2010, sendte firmaet omkring 250.000 power optimizers og 12.000 vekselrettere – i alt til generering af 50 megawatt.